# Дебело Брдо I
Дебело Брдо I је насељено мјесто у Лици. Припада граду Госпићу, у Личко-сењској жупанији, Република Хрватска.

## Географија
Дебело Брдо I је удаљено око 5,5 км западно од Госпића.

## Становништво
Према попису из 1991. године, насеље Дебело Брдо I је имало 100 становника. Према попису становништва из 2001. године, Дебело Брдо I је имало 66 становника. Према попису становништва из 2011. године, насеље Дебело Брдо I је имало 61 становника.
| Демографија | Демографија | Демографија |
| Година      | Становника  | Становника  |
| ----------- | ----------- | ----------- |
| 1961.       | 121         |             |
| 1971.       | 131         |             |
| 1981.       | 88          |             |
| 1991.       | 100         |             |
| 2001.       | 66          |             |
| 2011.       |             | 61          |